# 적색선언

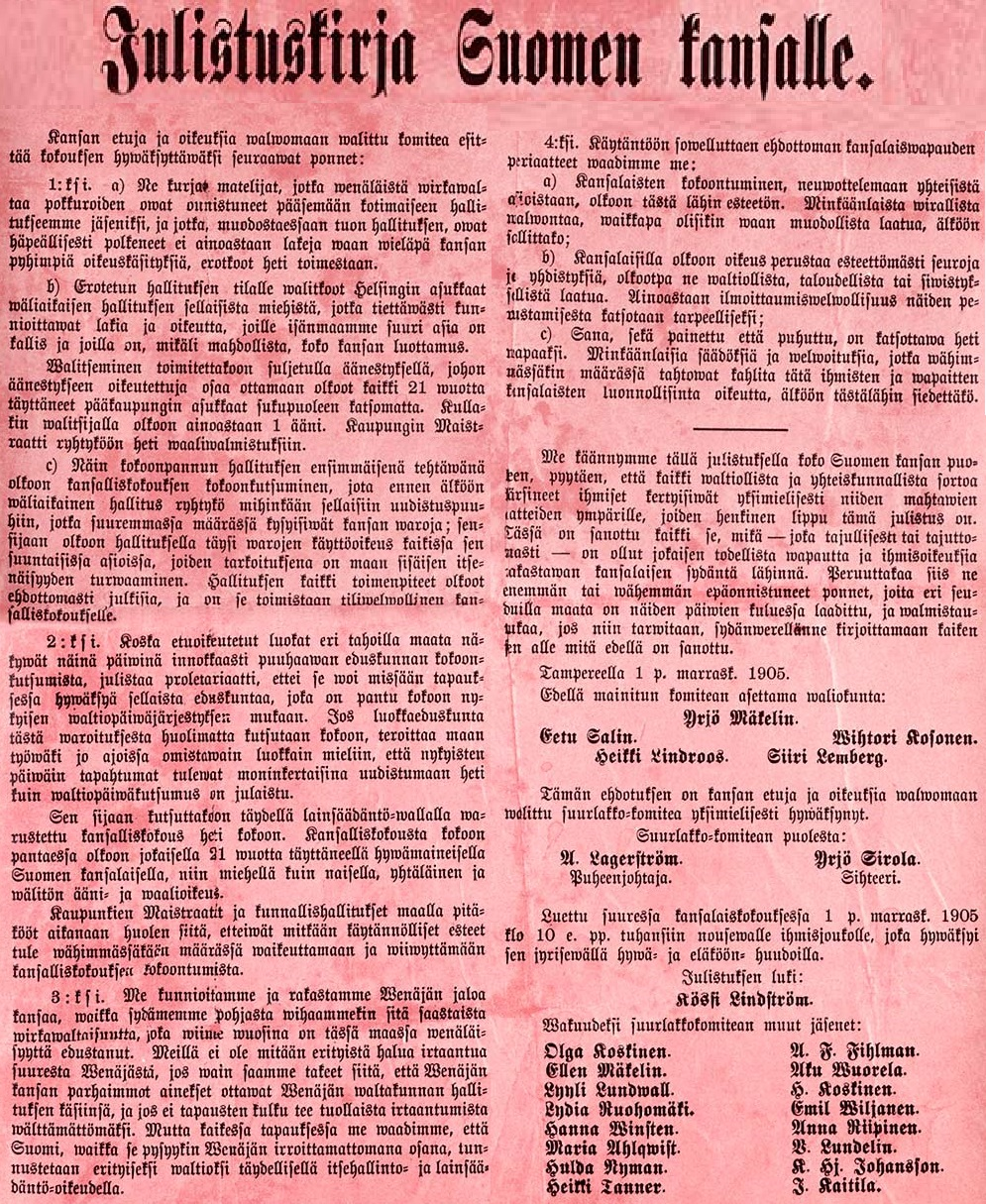

적색선언(핀란드어: punainen julistus 푸나이넨 율리스투스[*])은 1905년 11월 1일 핀란드 대공국 탐페레에서 발표된 선언문이다. 핀란드 원로원의 해산과 보통선거, 집회의 자유, 결사의 자유, 검열의 중단을 요구했다.
피의 일요일 사건으로 인해 러시아 제1혁명이 일어나자 같은 해 10월 말 핀란드에서도 총파업이 일어났다. 이때 탐페레의 사회민주주의 신문 칸산 레흐티의 주필 위리외 매켈린이 10월 30일 선언문 초안을 써서 11월 1일 탐페레 공회당 발코니에서 시인 쾨시 린드스트룀이 낭독했다.
붉은 종이에 인쇄되었기에 적색선언이라고 불리게 되었으며, 딱히 좌파적 성향을 의도한 것은 아니었다. 노동자들의 요구를 담고 있었으나 우파 호헌파들 역시 그 내용에는 공감했다.